# 皮擦乡
皮擦乡，是中华人民共和国四川省甘孜藏族自治州新龙县曾经下辖的一个乡。撤销皮擦乡、通宵乡，设立通宵镇，以原皮擦乡和原通宵乡所属行政区域为通宵镇的行政区域，通宵镇人民政府驻察亚所村1组52号。

## 行政区划
皮擦乡撤销前下辖以下地区：
洛鲁村、足然村、呷德村和塔布村。